# 三者三葉
『三者三葉』（さんしゃさんよう）は、荒井チェリーによる日本の4コマ漫画作品。芳文社発行の『まんがタイムきらら』で2003年2月号から2019年1月号まで連載された。同誌において連載期間が最も長い作品であり、『まんがタイムオリジナル』増刊号時代から続いた最後の連載作品でもある。
なお、姉妹誌の『まんがタイムきららキャラット』でも2003年6月号から2007年1月号まで連載された。
2015年9月9日発行の『まんがタイムきらら』2015年10月号において、『未確認で進行形』以来自身2作目となるアニメ化が発表された。『まんがタイムきらら』系列作品において、連載開始からアニメ開始までの期間が最も長い作品となる。

## ストーリー
3人の女子高生とその周りの人達によるドタバタギャグストーリー。タイトルは四文字熟語「三者三様」から。本来の意味であるそれぞれ性格の違う3人ということに加え、3人ともに「葉」の字が名に付くことに由来する。

## 登場人物

### メインキャラクター
西川 葉子（にしかわ ようこ）
声 - 和久井優
本作の主人公。16歳→17歳。クラス：1年2組→2年2組。テレビアニメでは彼女の視点で描かれている。普段は黒のハイソックスに茶色のローファーを履いて登校している。誕生日は8月11日。
通称「葉子様」。お嬢様学校の迷迭香（まんねんろう）女学院出身で（元）大富豪の西川家の一人娘。合唱パートはアルト。
富豪の令嬢として裕福な家庭で育ったが、父の会社が倒産して貧乏になった。そのため喋り方や常識などにお嬢様らしさがあり、世間知らずなところもある。ストレートヘアー（姫カット）に長いもみあげが特徴。
生まれゆえ不器用な性格で、過去を知る人間が友達がいることを耳にして驚愕するほど。料理も苦手で「肉など燃やせばいい」などと発言している。
上述の通り常識に疎く、双葉に嘘をつかれても「なるほど」「やっぱり!!」と騙されることがしばしばである。一方で世間に馴染むために前向きに頑張ろうともしており、後に薗部の経営する洋菓子店でアルバイトを始めることになる。

小田切 双葉（おだぎり ふたば）
声 - 金澤まい
16歳→17歳。1年3組→2年3組。漫画では彼女の視点で描かれている。普段は白のハイソックスに青いスニーカーを履いて登校している。誕生日は5月2日。
中央女子高に転校してきた少女。初日には照と友達になり、照と一緒にお昼ごはんを食べていた葉子ともそのつながりで友達になった。なおこの設定は第1話以降は意味を成していないため、アニメ版ではカットされている。
外にはねた茶色（モノクロではベタ塗り）のショートカットが特徴。かなりの大食いであり様々なチャレンジの記録を持つほか、小遣いでよく買い食いをしている。また食べるだけでなく、料理を作ることも趣味・特技である。
テストでヤマを当てるのが得意なため、成績は中の上。

葉山 照（はやま てる）
声 - 今村彩夏（テレビアニメ版） / 吉岡麻耶（きららファンタジア）
16歳→17歳。1年3組→2年2組。双葉のクラスメイト（進級後は葉子のクラスメイト）で、金色の三つ編みメガネが特徴の委員長（進級後は芹奈を委員長に推薦し、自分は副委員長に収まった）の少女。普段はクリーム色のニーソックスに黒いワンストラップシューズを履いて登校している。誕生日は12月25日。
大人しそうな外見とは裏腹に腹黒く毒舌で、怒らせると恐いことから双葉や葉子には度々「悪魔」扱いされる。三つ編みメガネの装いも、先生や近隣住民からの評価を考えた計算ずくのものである。一方で大の動物好きであり、動物に対しては無条件に優しい。ベルゼブブ（声 - 勝田詩織）という名前の猫を飼っており、ベルと呼んでかわいがっている。
成績は優秀だが、運動全般が苦手でマラソンなどをするとすぐに具合が悪くなる。体力はないが、跳び箱に失敗して崩壊に巻き込まれても怪我ひとつしていないほど体は丈夫である。双葉や葉子に比べて胸がないことを気にしている。

### 周囲の人々
山路 充嗣（やまじ みつぐ）
声 - 赤羽根健治
23歳。かつて西川家の使用人だった若い男性。葉子のいる所ならどこにでも現れるストーカーのような人物で、双葉からは山G（Gはゴキブリの意）と呼ばれる。紳士的な性格で一人称は「私」。誕生日は11月15日。
祖父の亡き後に使用人を継ぎ、葉子が幼いころから西川家に仕えてきたが、西川家の没落により解雇されてフリーターとなった。使用人になるために多くの勉強をしており、資格も多数持っている。
バイト先での働きが良いことから正社員登用の話を貰ったこともあるが、葉子を守ることが自分の使命と思っておりフリーターを貫く。常に葉子を敬い「自分よりも葉子様」が信条であるが、その行動を葉子の周りの人にも強いるためしばしば葉子に説教されている。葉子を中傷する言葉・行動を感じ取るとどこからともなく現れその相手に殺気を飛ばす、葉子が呼ぶ・指を鳴らす・犬笛を吹くなどの行動をすると瞬時に現れる、気配を完全に消す、などの特技を持つ。葉子のことを照や双葉へ「葉子様」と呼ぶように言った張本人。
学校の先生とは面識があり、校内にいても追い出されることはない。バイト先の余り物や賞味期限ギリギリの商品をよく葉子に届ける。葉子に褒められることが至高の喜びである。実は葉子と同じアパートの隣の部屋に住んでいることが後々に発覚した。
単行本のカバー裏には「スーパー使用人山路さん」というおまけ漫画が掲載されている（10巻を除く）。

薗部 篠（そのべ しの）
声 - 桃河りか
かつて西川家のメイドだった女性。現在は洋菓子店「秘密の花園」の店長を務めている。葉子はその店でアルバイトを始める。5巻から登場。常に死んだ魚のような目をしており、口が非常に小さく描かれている。誕生日は2月29日。外見年齢は双葉たちと大差ないように見えるが、実は30代前半であることが仄めかされており、本人曰く「義務教育の頃から体型は全然変わっていない」という。
菓子店を開くことが夢で、失職後は本格的に開業を目指し、山路の物件紹介で店を開いた。表面上は非常に礼儀正しいが、物静かで表情と口数が少ないため、愛想が悪く見えてしまう。かつて自分が仕えていた葉子を使う側になったことに快感のようなものを感じる一方、上司として扱われることに違和感も覚えている。
裁縫が得意であり、自作の制服で双葉達の高校に潜入したことがある。神経が鈍いらしく、激辛カレーや怪しげなキノコを食べても平気だが、桜の歌声には耐えられなかった。神出鬼没かつ奇天烈な個性と能力のために、周囲からは人外の妖怪と疑われることがままある。

西山 芹奈（にしやま せりな）
声 - Machico
双葉と照のクラスメイト→葉子と照のクラスメイトの少女。16歳。ピンク色のロングヘアー。誕生日は7月23日。血液型はA型。
文武両道であり委員長の座を狙っていたが、照によって阻まれたのと成績が一歩及ばないために照を目の敵にしている（進級後は照の推薦という形ではあるが、念願叶って委員長の座に収まった）。負けず嫌いであり、ことあるごとに照に突っかかるが、口と腹黒さでは絶対に勝てずに返り討ちにあっている。また、照や他の同級生の前では照のことを「葉山さん」と丁寧に呼ぶが、本人や他人がいないところでは「葉山」と名字で呼び捨てで呼んでいる。
照と同じく動物好きであり、猫を飼っていた経験があったため、敵視しているはずの照から捨て猫だった子猫を貰い受けた。以後その猫を溺愛しており、猫の話では照と気が合う場面も見られるようになった。猫の名前はエル（フルネームは絵多亜名流）（声 - 吉開友美）。
占い師（葉子の父）に言われたことを素直に信じて喜ぶなど、ピュアな一面がある。

近藤 亜紗子（こんどう あさこ）
声 - 鈴木愛奈
西山芹奈の友達の少女。芹奈とは小学3年生頃からの付き合い。黒色のショートヘアー。誕生日は6月3日。
照への対抗心に燃える芹奈をなだめる役回りが主だが、空気が読めず余計なことを言ってしまいフォローになっていないことが多々ある。その舌鋒は薗部をもたじろがせるほどである。また、同級生に対してはさん付けで呼ぶが、芹奈だけは「西山」と名字で呼び捨てで呼んでいる。
主に芹奈と行動を共にしているため、彼女が休みの日は独りぼっちでいることもある。進級後は芹奈と違うクラスになり、学校で行動を共にする機会は減っている（代わりに双葉と絡むことが増えた）。

葉山 光（はやま こう）
声 - 西明日香
照の1つ年上の姉で、おっとりした性格の少女。金色のふわふわロングヘアーが特徴。誕生日は4月21日。
いつも笑顔でのんびりした雰囲気の、優しい性格の持ち主。だが天然な面があり、悪気なくきつい言葉をかけたり周りに迷惑をかけたりする。怪しげなミックスジュースや状態異常を起こすおにぎりなどを作り、危険なキノコをよく入れるなどしているため健康被害を発生させることもある。

竹園 優（たけぞの ゆう）
声 - 渡辺はるか
葉子の父の友人の息子。お金持ちの小学生。10歳。5年生。誕生日は7月14日。葉子のことを「お姉ちゃん」と呼び、懐いている。
葉子とは子供の頃からの付き合いで大好きであり「婚約している」とまで言い張るが、葉子は子供の頃の口約束程度にしか考えていない。そのため、物をあげたり旅行に誘ったりして少しでも自分に気を向けさせようと画策するが、周囲の人間たちも一緒についてきてしまうため、なかなか思ったとおりに進まない。
葉子に付きっきりの山路を快く思っておらず、嫁姑のような陰湿なやりとりを繰り広げる。クラスメイトの桜が苦手。

臼田 桜（うすだ さくら）
声 - 夏野菜緒
双葉の従妹で、優のクラスメイト。黒色のロングヘアー。誕生日は9月30日。
とことんポジティブな性格であり、基本的に大抵のことを自分に都合よく解釈するうえ、辛いことがあっても速やかに立ち直る。
最初は照を怖がっていたが、腹黒いアドバイスを受けて以来、すっかり尊敬するようになった。優につきまとっては迷惑をかけている。スイミングスクールに通っているため、泳ぎが得意。
アイドルを目指しているが極めて音痴であり、強引に認識させられるまで自覚がなかった。
なお優と桜は、作者の別作品である『みおにっき』にも登場する。

辻 一芽（つじ はじめ）
声 - 桑山琴音
近くの高校（「東高」と呼ばれている）の男子生徒。双葉たちより一つ年上。身長155cm。誕生日は5月17日。髪型は水色の天然パーマ（初期の設定は灰色）で中性的な顔立ちの少年。大食いが特技だったが、双葉にことごとく記録を塗り替えられたために、双葉を一方的にライバル視している。人より背が低いことを気にしている。
照のことを「優しくて動物好きのかわいい（裏表も悪いところもない）女の子」だと思い込み、彼女の本性を知らないまま惚れ込んでいる。
頭は良くなく、葉子の名前を覚えられない。寒さに強い。作者の別作品『ハッピーとれいるず!』にも登場し、「便利屋」という部活に所属している。

辻 小芽（つじ ささめ）
声 - 田中ちえ美
一芽の妹で、葉子のクラスメイト（進級後は双葉のクラスメイト）の少女。誕生日は3月25日。外見は兄に似ている。無邪気で子供っぽく単純かつ騙されやすい性格で、兄と同様に頭は良くない。またブラコンであり、兄のことを心配することが多い。
兄の唯一の特技である大食いで負かした双葉を敵視していて、兄と同じく双葉のことをフルネームで呼び捨てにし、きつく当たっている。一方で葉子に憧れて仲良くなろうとしているが、脳の許容範囲が狭くパニックを起こしやすいためなかなか上手くいかない。

満腹さん
声 - 八木隆典
双葉や一芽の行きつけの食堂「満腹食堂」の店主の男性。しばしば大食いの「チャレンジメニュー」を提供している。協和語で話すなど中国人のように見えるが、実は日本人。作者の別作品である『ゆかにっし』にも登場する。

西川 孝清（にしかわ こうせい）
声 - 外島孝一
葉子の父。39歳で外見も若い。誕生日は1月1日。血液型はA型。事業で失敗して以来行方知れずで葉子に仕送りするだけだったが、連載開始からしばらく経った頃（単行本では4巻）登場。その間何をしていたかは不明だが、「何でもしていた」が正しいようである。その通りに仕事は選り好みしないようだが、自由奔放で非常に飽きっぽい性格。
人生経験ゆえに洞察力が優れていて、それを活かして占い師をしていたが、高価な水晶玉を買うためにローンを組むなど、家を没落させた張本人であることを随所に伺わせる。葉子にはとても甘い。12巻で竹園グループのホテルの支配人に就いた。

里見 菫（さとみ すみれ）
2年2組の担任。容姿が篠に似ているが、表情は豊か。ドジである。

### その他の人物
佐久間 雛子（さくま ひなこ）
葉子の母親。故人。小説版で存在が明らかにされた。
双葉の母
声 - 藤田しずく
双葉の母親。滅多に登場しない。本名不明。
刑部 聖（おさかべ せい）
声 - 松井恵理子
作者の別作品『せいなるめぐみ』の主人公。『いちごの入ったソーダ水』にも登場。葉子の中等部時代の学友の少女。薗部の店に来客したときにアルバイト中の葉子と偶然再会した。
関口 乃々華（せきぐち ののか）
声 - M・A・O
作者の別作品『いちごの入ったソーダ水』の登場人物。『せいなるめぐみ』にも登場。葉子の中等部時代の学友の少女。
一柳 ひより（いちやなぎ ひより）
声 - 黒沢ともよ
作者の別作品『せいなるめぐみ』の登場人物。聖の母方の従姉妹。

## 他作品との関連
以下のように、本作は荒井チェリーの複数の別作品と同じ地域を舞台にしていることが示唆されている。
- 桜と優は、『みおにっき』の主人公である前田実音のクラスメイトである。
- 双葉が『ゆかにっし』の前田結花の店で買い物をする。
- 双葉と一芽の行きつけの店である「満腹食堂」では、結花の弟・前田克樹がアルバイトをしている。
- 一芽は『ハッピーとれいるず!』の舞台「東高」の生徒であり、克樹とはクラスメイト同士である。
- 一芽が所属する「便利屋」への依頼者として、『ハッピーとれいるず!』に登場する田所繭子が登場し、葉子と会話をする。
- 山路が「昔はこの辺りに処刑場があった」と言っており、『みおにっき』で肝試しに使った公園と『ワンダフルデイズ』で岡田薫がよく利用している公園は昔は処刑場だったと言われている。
- 葉子は『せいなるめぐみ』の主人公である刑部聖と同じ迷迭香女学院に通っていた。また、聖が現在通っている穂海高は本作の舞台である中央女子高校の隣の市にある。なお、単行本11巻において薗部の洋菓子店に聖とひよりが訪れ葉子が接客する話が収録されている他、本作と『せいなるめぐみ』、『いちごの入ったソーダ水』（関口乃々華）の、迷迭香を中心とした関係が掲載されている。

## 書誌情報

### 単行本
- 荒井チェリー 『三者三葉』 芳文社〈まんがタイムKRコミックス〉、全14巻[8]
  1. 2004年7月13日発行（6月28日発売）、ISBN 4-8322-7511-9
  2. 2005年4月12日発行（3月28日発売）、ISBN 4-8322-7531-3
  3. 2005年12月13日発行（11月28日発売）、ISBN 4-8322-7552-6
  4. 2006年9月12日発行（8月28日発売）、ISBN 4-8322-7589-5
  5. 2007年10月12日発行（9月27日発売）、ISBN 978-4-8322-7651-2
  6. 2008年11月11日発行（10月27日発売）、ISBN 978-4-8322-7742-7
  7. 2009年9月11日発行（8月27日発売）、ISBN 978-4-8322-7834-9
  8. 2010年11月11日発行（10月27日発売）、ISBN 978-4-8322-7953-7
  9. 2012年3月13日発行（2月27日発売）、ISBN 978-4-8322-4114-5
  10. 2013年6月11日発行（5月27日発売）、ISBN 978-4-8322-4301-9
  11. 2014年9月11日発行（8月27日発売）、ISBN 978-4-8322-4472-6
  12. 2016年4月11日発行（3月26日発売）、ISBN 978-4-8322-4676-8
  13. 2017年8月11日発行（7月27日発売）、ISBN 978-4-8322-4854-0
  14. 2019年2月11日発行（1月27日発売）、ISBN 978-4-8322-7060-2

### 関連書籍
- 『三者三葉公式ファンブック ”元気いっぱい！お腹いっぱい！”』2016年4月27日発売[8]、ISBN 978-4-8322-4693-5
- 『三者三葉アンソロジーコミック 1』2016年4月27日発売[8]、ISBN 978-4-8322-4692-8
- 『三者三葉TVアニメ公式ガイドブック Smile Tree』2016年9月27日発売[8]、ISBN 978-4-8322-4753-6

### 小説
- 荒井チェリー（原作・イラスト） / 斎藤ゆうすけ（著） 『三者三葉ノベル 葉子様の夏休み』 芳文社〈芳文社KR文庫〉、2007年6月27日発売[9]、ISBN 978-4-8322-0254-2

## テレビアニメ
2016年4月から6月までTOKYO MXほかにて放送された。キャラクターデザインは原作最新刊のものが採用されている。

### スタッフ
- 原作 - 荒井チェリー（芳文社「まんがタイムきらら」連載）
- 監督 - 木村泰大
- シリーズ構成・脚本 - 子安秀明
- キャラクターデザイン - 山崎淳
- 美術監督 - 川口正明（第1話 - 第4話）、平良亜以子（第5話 - ）
- 色彩設計 - 伊藤裕香
- 撮影監督 - 伊藤邦彦
- 編集 - 平木大輔
- 音響監督 - 土屋雅紀
- 音響効果 - 倉橋裕宗
- 音楽 - 睦月周平
- 音楽プロデューサー - 三上政高
- 音楽制作 - 東宝
- チーフプロデューサー - 古澤佳寛
- プロデューサー - 吉澤隆、竹内真純、草野真琴、吉川敦史
- アニメーションプロデューサー - 梅原翔太
- アニメーション制作 - 動画工房
- 製作 - 三者三葉製作委員会

### 主題歌
オープニングテーマ「クローバー♣かくめーしょん」
作詞・作曲 - おぐらあすか / 編曲 - manzo / 歌 - とりぷる♣ふぃーりんぐ［西川葉子（和久井優）、小田切双葉（金澤まい）、葉山照（今村彩夏）］
第12話ではエンディングに使用された。
エンディングテーマ「ぐーちょきパレード」（第1話 - 第11話）
作詞 - 前田甘露 / 作曲 - Motokiyo / 編曲 - 渡部チェル / 歌 - とりぷる♣ふぃーりんぐ［西川葉子（和久井優）、小田切双葉（金澤まい）、葉山照（今村彩夏）］
挿入歌「スクールはいたっち！」（第12話）
作詞・作曲 - 百瀬いおり / 編曲 - 吉田穣 / 歌 - とりぷる♣ふぃーりんぐ［西川葉子（和久井優）、小田切双葉（金澤まい）、葉山照（今村彩夏）］

### 各話リスト
| 話数   | サブタイトル                         | 絵コンテ          | 演出       | 作画監督                          | 総作画監督      |
| ------ | ------------------------------------ | ----------------- | ---------- | --------------------------------- | --------------- |
| 第1話  | パンの耳ですわ                       | 木村泰大          | 木村泰大   | 山崎淳、小倉寛之                  | 山崎淳 谷口元浩 |
| 第2話  | カラダにいいのはおいしくないものだよ | 谷田部透湖        | 谷田部透湖 | 池田由美                          | 山崎淳 谷口元浩 |
| 第3話  | メイドの味がした                     | 木村泰大          | 堂川セツム | 高橋敦子、宮川知子 久木勇一       | 山崎淳 谷口元浩 |
| 第4話  | むしろ生きがいです                   | 大島縁            | 大島縁     | 大島縁                            | 山崎淳 谷口元浩 |
| 第5話  | もうこはんはもうないんですね         | 堂川セツム        | 堂川セツム | 空賀萌香                          | 山崎淳 谷口元浩 |
| 第6話  | 野菜肉肉肉肉肉肉魚                   | 長屋誠志郎        | 長屋誠志郎 | 北川大輔、松岡秀明 水竹修治       | 曾我篤史        |
| 第7話  | 十円足りない                         | 飯野慎也          | 飯野慎也   | 保村成、小倉寛之                  | 山崎淳 谷口元浩 |
| 第8話  | たくさん釣れてる                     | 堂川セツム 若林信 | 堂川セツム | 杉田まるみ、渡辺舞 濱口明         | 山崎淳 谷口元浩 |
| 第9話  | カレーは二日目                       | 三沢伸            | 山本貴之   | 服部益美、山田英子                | 山崎淳 谷口元浩 |
| 第10話 | 鶏肉とケーキを食べまくる日           | 飯野慎也          | 飯野慎也   | 大島縁、空賀萌香 保村成           | 山崎淳 谷口元浩 |
| 第11話 | チョコを食べまくる日                 | 神保昌登          | 高田昌豊   | 八尋裕子、福田瑞穂                | 山崎淳 谷口元浩 |
| 第12話 | もうパンの耳は卒業しますわ           | 木村泰大          | 木村泰大   | 山崎淳、谷口元浩 濱口明、小倉寛之 | 山崎淳 谷口元浩 |
| OVA    |                                      |                   |            |                                   |                 |
| 1      | キノコはからだにいいんだよ           | 鈴木恭兵          | 鈴木恭兵   | 横松雄馬、合田真さ美 桝井一平     | 曾我篤史        |
| 2      | 高級和牛の試食会                     | 鈴木恭兵          | 鈴木恭兵   | 竹内由香利                        | 曾我篤史        |
| 3      | できる女は目分量                     | 鈴木恭兵          | 鈴木恭兵   | 横松雄馬、桝井一平                | 曾我篤史        |

### 放送局
| 放送期間                | 放送時間                     | 放送局     | 対象地域 | 備考                              |
| ----------------------- | ---------------------------- | ---------- | -------- | --------------------------------- |
| 2016年4月11日 - 6月27日 | 月曜 0:00 - 0:30（日曜深夜） | TOKYO MX   | 東京都   |                                   |
|                         |                              | AT-X       | 日本全域 | 製作委員会参加 / リピート放送あり |
|                         | 月曜 0:30 - 1:00（日曜深夜） | BS11       | 日本全域 | 『ANIME+』枠                      |
| 2016年4月12日 - 6月28日 | 火曜 1:00 - 1:30（月曜深夜） | KBS京都    | 京都府   |                                   |
|                         |                              | サンテレビ | 兵庫県   |                                   |

### BD / DVD
| 巻 | 発売日         | 収録話              | 規格品番   | 規格品番   |
| 巻 | 発売日         | 収録話              | BD         | DVD        |
| -- | -------------- | ------------------- | ---------- | ---------- |
| 1  | 2016年6月29日  | 第1話 - 第2話、OVA1 | TBR-26111D | TDV-26117D |
| 2  | 2016年7月13日  | 第3話 - 第4話、OVA2 | TBR-26112D | TDV-26118D |
| 3  | 2016年8月17日  | 第5話 - 第6話、OVA3 | TBR-26113D | TDV-26119D |
| 4  | 2016年9月14日  | 第7話 - 第8話       | TBR-26114D | TDV-26120D |
| 5  | 2016年10月12日 | 第9話 - 第10話      | TBR-26115D | TDV-26121D |
| 6  | 2016年11月16日 | 第11話 - 第12話     | TBR-26116D | TDV-26122D |

### CD
| 発売日        | タイトル                                                   | 規格品番   |
| ------------- | ---------------------------------------------------------- | ---------- |
| 2016年4月20日 | クローバー♣かくめーしょん                                  | THCS-60092 |
| 2016年4月20日 | ぐーちょきパレード                                         | THCS-60093 |
| 2016年5月18日 | 「三者三葉」キャラクターソング Vol.1 西川葉子 & 薗部篠     | THCS-60095 |
| 2016年5月18日 | 「三者三葉」キャラクターソング Vol.2 小田切双葉 & 臼田桜   | THCS-60096 |
| 2016年6月15日 | 「三者三葉」キャラクターソング Vol.3 葉山照 & 葉山光       | THCS-60097 |
| 2016年6月15日 | 「三者三葉」キャラクターソング Vol.4 西山芹奈 & 近藤亜紗子 | THCS-60098 |
| 2016年7月13日 | TVアニメ「三者三葉」オリジナル・サウンドトラック           | THCA-60100 |

## ゲーム
きららファンタジア
ドリコムによるスマートフォン向けのアプリゲーム。2019年春よりキャラクターとして、西川葉子、小田切双葉、葉山照が参戦。2019年4月1日限定のエイプリルフール動画では山路が他のきらら男子と共演を果たし、三者三葉のコンテンツには彼らしきギミックがある。

## タイアップ
叡山電鉄
本作のヘッドマークを装着、車内にラッピングを施したデオ720形電車が、2016年5月3日から9月末まで運行された。